# Cien veces no debo
Cien veces no debo es una película argentina cómica de 1990 escrita y dirigida por Alejandro Doria. Protagonizada por Luis Brandoni, Norma Aleandro y Andrea del Boca. Coprotagonizada por Oscar Ferrigno, Verónica Llinás y Clotilde Borella. También, contó con la actuación especial de Federico Luppi. Y la participación de Darío Grandinetti como actor invitado. Está basada en la obra de teatro homónima de Ricardo Talesnik. Fue estrenada el 3 de mayo de 1990.

## Sinopsis
La familia Siri, compuesta por el matrimonio de Julio (Luis Brandoni) y Carmen (Norma Aleandro) se dispone a festejar el cumpleaños de su sobreprotegida hija de 18 años, Lydia (Andrea del Boca). Se enteran de que Lydia está embarazada, e intentan hacer que se case antes de que se sepa de su embarazo. Primero dan por sentado que el padre debe ser el novio, Jorge, que estudia abogacía aunque tiene un sueldo bajo. Sin embargo, Lydia lo deja por considerarlo aburrido, y les dice a sus padres que él no es el padre.
Luego los padres consideran a Paco, un vago sin ocupación, con quien Lydia tuvo sexo en una ocasión. Dicha relación tampoco funciona, y la situación se agrava cuando Lydia comenta que tuvo relaciones sexuales con numerosos hombres y que ignora quién es el padre de su hijo. Finalmente tratan de emparejarla con el señor Millán, mayor incluso que Julio, que vería conveniente la posibilidad de relacionarse con la familia. Pero luego aclara que no se casará con Lydia sino que solo la tendrá de amante, y que para evitar suspicacias le pagará la operación de aborto. Finalmente, Lydia lo rechaza de plano. La película termina con el parto en el que nace el hijo de Elvira, la sirvienta de la casa.

## Reparto
| Actor                 | Personaje          |
| --------------------- | ------------------ |
| Luis Brandoni         | Julio              |
| Norma Aleandro        | Carmen             |
| Andrea del Boca       | Lydia Beatriz Siri |
| Federico Luppi        | Millán             |
| Darío Grandinetti     | Jorge              |
| Oscar Ferrigno (hijo) | Paco               |
| Verónica Llinás       | Elvira             |
| Clotilde Borella      | Vecina             |
| Fernando Wajs         | Policía            |
| Juan Acosta           | Policía            |
| Alejandra Flechner    | Mujer policía      |

## Premios
La película ganó el premio Argentores 1990 a la Mejor comedia cinematográfica.